# Gerdina Hendrika Kurtz

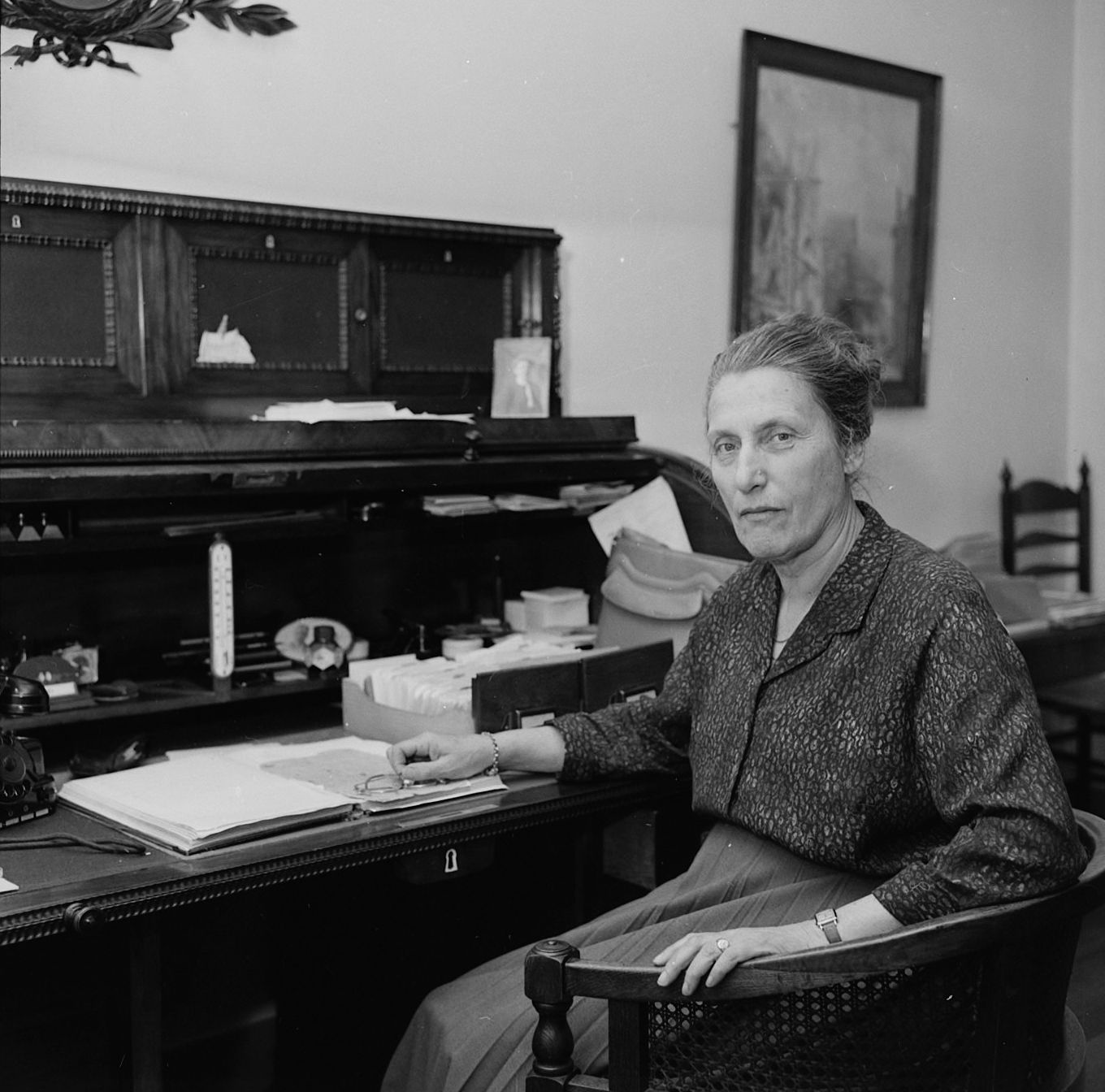
Gerdina Hendrika Kurtz an ihrem Schreibtisch

Gerdina Gerda Hendrika Kurtz (* 15. November 1899 in Amsterdam; † 19. Dezember 1989 in Bennebroek) war eine niederländische Historikerin und Archivarin. Sie veröffentlichte unter dem Namen G.H. Kurtz.

## Leben
Gerdina Hendrika Kurtz wurde am 15. November 1899 in Amsterdam geboren. Sie war die älteste von zwei Töchtern des deutschstämmigen, evangelisch-lutherischen Eisenbahnbeamten Hendrik Johann Julius Kurtz (1866–1936) und von Anna Berendina ten Harmsen (1869–1913). Gerda Kurtz blieb unverheiratet.
Gerda, deren Familie ab 1907 in Haarlem lebte, absolvierte dort eine Vorausbildung, um ab 1911 an der middelbare meisjesschool (mms), einer fünfjährigen Mädchenoberschule, zu studieren. Dank zusätzlichem Unterricht konnte sie das Stedelijk Gymnasium besuchen, das sie 1919 mit Bravour abschloss. Ihre Mutter war 1913 verstorben und ihr Vater zog 1919 berufsbedingt nach Utrecht. Gerda Kurtz begann an der Universität Utrecht ein Literaturstudium, das sie 1925 abschloss. Sie bekam eine Stelle als Vertretungslehrerin an ihrem alten Gymnasium und arbeitete als Praktikantin im Staatsarchiv in Utrecht und verfasste in dieser Zeit unter der Leitung des Historikers Gerhard Wilhelm Kernkamp eine Dissertation über den Statthalter Willem III. Gleichzeitig lernte sie noch für ihr Archivdiplom. 1929 promovierte sie mit Auszeichnung, jedoch wurde ihre Arbeit eher zurückhaltend aufgenommen. Dem republikanisch orientierten Pieter Geyl zufolge stellte sie sich zu sehr auf die Seite des Prinzen; Nicolas Japikse, Direktor des Büros für Nationale Historische Veröffentlichungen, meinte hingegen, dass sie als Archivarin zu viel und als Historikerin nicht genug schrieb.
Schließlich fand sie 1936 eine Stelle als Stadtarchivarin von Haarlem, die genau auf sie zugeschnitten war. Bei der Nominierung stand sie auf dem zweiten Platz, und der Stadtrat musste eine Entscheidung treffen. Da sie mit einer Dame aus der katholischen Haarlemer Fabrikantenfamilie Beynes befreundet war, stimmte die katholische Ratsfraktion für sie, erst nach der Abstimmung wurde ihre lutherische Konfession öffentlich bekannt. Kurtz wurde 1938 das erste weibliche Vorstandsmitglied der Haerlem Historical Society. Das von ihr geleitete Stadtarchiv war bereits in das ehemalige Jansklooster umgezogen. Durch den Erwerb und die Inventarisierung neuer Archive avancierte sie zur Expertin für die Haarlemer Geschichte. Sie hielt dazu Vorträge und schrieb Artikel. Im Jahr 1941 erschien ihre kurze Geschichte von Haarlem. Während der Besatzungsjahre versteckte sie im Jansklooster nicht nur jüdische Archive, sondern bot Untergetauchten auch Unterschlupf. Zu der Zeit war das Stadtarchiv das einzige öffentliche Gebäude in Haarlem ohne das Schild „Für Juden verboten“. Im Jahr der Befreiung von der deutschen Besatzung 1945 feierte Haarlem sieben Jahrhunderte Stadtrechte. Zu dieser Feier übersetzte Kurtz das Stadtrecht von 1245 ins moderne Niederländisch.
Nachdem Kurtz 1952 zur Vorsitzenden des städtischen Straßennamenausschusses geworden war, erschien 1965 ihr Straßennamenbuch. Mit ihrem Buch zu Kenau Simonsdochter Hasselaer machte sie sich jedoch unbeliebt, als sie versuchte, die zu einer fast mythischen Heldin während der Belagerung von 1573 stilisierten „Kenu“ historisch verantwortungsvoll zu verorten. Sie erkannte viele Erzählquellen über die mutigen Taten als Erfindungen. Gerda Kurtz zeigte in diesem Buch noch stärker als in ihrer Dissertation, dass sie anhand von Quellen wissen wollte, wie das eigentliche Wesen war. Für sie war das Archiv schlicht „eine unparteiische Quelle“. Unterstützt wurde sie dabei von professionellen Historikern wie Enno van Gelder, während ihre Archivmitarbeiter und Mitbürger Einwände hegten. Als sie 1961 ihr 25-jähriges Amtsjubiläum feierte, beklagte sie sich über die expandierende Organisation ihres Archivs. Sie fühle sich nur noch wie eine Art-Direktorin.
Im Dezember 1964 ging Kurtz in den Ruhestand, forschte und veröffentlichte auch weiterhin, wie über die Innenhöfe im Stadtzentrum von Haarlem. Ihr späterer Nachfolger Jaap Temminck stellte 1979 ihre Bibliografie zusammen. Er zählte 79 von ihr verfasste Titel. Temminck stellte auch fest, dass ihre letzten Lebensjahre schwierig gewesen wären. Sie zog 1981 nach Bloemendaal und starb dort am 19. Dezember 1989.